# Farní sbor Českobratrské církve evangelické v Ostravě Vítkovicích
Farní sbor Českobratrské církve evangelické v Ostravě Vítkovicích byl sborem této církve v místní ostravské části Vítkovice.

## Historie
Sbor vznikl na podzim roku 1949 z kazatelské stanice sboru v Ostravě I. K jeho obvodu patřily místní části Vítkovice, Zábřeh nad Odrou, Hrabůvka, Hrabová, sídliště Jižní Město a 11 obcí z frýdeckého a novojičínského. Přes plány na stavbu vlastní modlitebny využívalo společenství pronájem v hostinci a později v prostorách Církve československé (1981-1995). 

Evangelické obyvatelstvo sem před rokem 1918 přicházelo za prací, sborová činnost byla podpořena veřejnými osvětovými přednáškami. 

Samostatný sbor zanikl k 31. březnu 1999, kdy čítal 377 kartotéčních členů.

## Faráři sboru
- 1947 Vlastimil Sláma, vikář
- 1948 Vladimír Harych, vikář
- 1950–1968 Jiří Lejdar, od 1952 farář
- 1968–1969 Ludvík Klobása, farář
- 1983–1992 Petr Firbas, vikář
- 1996–1999 Roman Mazur, vikář